# دین‌کرد
دینْ‌کَرد یا دین‌کَرت کتاب سترگی است به زبان پارسی میانه (پهلوی)، که آن را به‌درستی «دانشنامهٔ مَزْدَیَسْنی» یا «درسنامهٔ دین مزدایی (زرتشتی)» خوانده‌اند. واژهٔ «دینْکرد» (dēnkart در پارسی میانه) را می‌توان به «کرده‌ها (کارها)ی دینی» و نیز «نوشتهٔ دینی» برگردانید.
این گردآوردهٔ بزرگ خود دارای ۹ نَسک (جلد) است، که از آن میان نسک‌های نخست و دوم و نیز پاره‌ای از نسک سوم آن به دستان ما نرسیده است. «دینْ‌کرد» فراهم‌ آمده از نوشته‌هایی است که زمان نگارش و نیز نویسندگان آنها سراسر شناخته نیستند، و نسکی که در دستان ماست بر پایهٔ این نوشته‌ها در سده‌های نهم و دهم پس از میلاد به دست دو تن از دانشمندان و فرهیختگان تاریخ فرهنگ ایران‌زمین، به نام‌های آذرفَرْنْبَغِ فرخزادان و آذربادِ امیدان گردآوری و سامان‌بندی (تنظیم) شده است. آذرفَرْنْبَغِ فرخزادان همان فرزانه‌ای است که در دربار مأمون، خلیفهٔ عباسی، با زرتشتی به‌ اسلام گرویده‌ای به گفتگو پرداخت و از این گفتگو پیروز بیرون آمد. (ماتیکانِ گُجَستکْ اَبالیش)  
در این دانشنامه که بهرام فره‌وشی آن را «یک دانش‌نامهٔ دینی و علمی»، و فریدون فضیلت آن را «گرانْسنگ‌ترین بُنْ‌نوشتِ پهلوی از دانایان پیشین» می‌خواند، در زمینه‌های زیر سخن به میان آمده‌است:
الهیات، فلسفه، اسطوره‌شناسی، کلام، عرفان، اخلاق، آداب دینی، زندگانی زرتشت، پیدایش جهان، سزاشناسی (حقوق)، سیاست، شهرداری و کشورداری، منطق، ریاضیات، هندسه، فیزیک، اخترشناسی، پزشکی، و دانش‌ها و شاخه‌های دیگر.
این اثر دانشنامه‌ای عظیم با ۱۶۹ هزار واژه است که در سدهٔ نهم تدوین شده‌ است. دو کتاب نخستین از نه کتاب آن گم شده‌ است. کتاب ششم دربارهٔ تبیین حکمت اخلاقی است. کتاب هفتم در بر دارندهٔ سرگذشتی از زرتشت است که بعدها در زرتشت‌ نامه نقل شده‌ است. کتاب هشتم حاوی خلاصه‌ای مهم از ۲۱ نسک اصلی اوستاست. کتاب نهمِ دینکرد تفسیر پهلویِ سه نسکِ گمشدۀ اوستاست. این کتاب، مانند تمام متون زند یا متونی که منبع اصلی آنها زند است، دارای شماری واژه و تفسیر آنهاست که فقط ترجمه‌های پهلوی یا شکل‌های پهلوی‌شدۀ کلماتِ اوستایی است.
این کتاب را نخستین بار دانشمند پارسی دستور پشوتن سنجانا و پسرش داراب با حواشی و ملاحظات به انگلیسی ترجمه و در بمبئی چاپ کرده اند.